# Cleymans
Cleymans is een Vlaamse familienaam. In 2008 woonden er in België 548 mensen met deze naam. Er zijn geografisch gezien twee groepen Cleymansen onderscheidbaar: een in de Brabantse Kouters rond Londerzeel en een in de Noorderkempen rond Rijkevorsel.

## Etymologie
Naamkundigen hebben geen zekerheid omtrent de oorspronkelijke betekenis van de naam Cleymans, evenals of de twee verschillende groepen Cleymansen dezelfde etymologische oorsprong hebben. De voornaamste theorie is dat de naam verwijst naar klei, voortkomend uit de naam Van der Cleyen. Dit verwijst dus naar iemand die woonde op kleiachtige bodem; mogelijks een inwoner van een "Hof Te(r) Cleye(n)". De historicus Leo Lindemans schaarde zich achter deze hypothese met betrekking tot de stam uit de regio Londerzeel.
Andere hypotheses zien Cleymans eerder als een patroniem. De naam kan in dat geval voortkomen uit de voornaam Clemens of zelfs uit Claey(s)man(s), wat is terug te brengen tot Claeys (oude variant van Klaas). Een laatste optie is dat het een vervorming is van "cleyn man(s)", verwijzend naar een persoon die klein van gestalte is.

## Bekende personen
- Clara Cleymans (1989), Belgische actrice
- Gijsbrecht Cleymans (?-1649), Zuid-Nederlands collecteur-generaal van de licenten
- Jan Cleymans (?), Belgische acteur en muzikant
- Jean Cleymans (1944-2021), Belgisch fysicus en professor aan de Universiteit van Kaapstad
- Jelle Cleymans (1985), Belgische acteur en zanger
- Jozef Cleymans (1899-1938), Belgische priester en stichter van de Chiro

## Varianten
Er bestaan twee andere familienamen die fonetisch gelijk zijn aan Cleymans, maar een andere spelling hebben. Het gaat hier om de varianten Clymans en Clijmans. In 2008 woonden er in België respectievelijk 325 en 183 personen met deze namen, volgens de familienamendatabank van het Meertens Instituut was er in 2007 dan weer niemand met deze namen in Nederland.